# 앨리스의 레스토랑
앨리스의 레스토랑(Alice's Restaurant)은 미국에서 제작된 아서 펜 감독의 1969년 코미디, 드라마 영화이다. 알로 거스리 등이 주연으로 출연하였고 힐러드 엘킨스 등이 제작에 참여하였다.

## 출연

### 주연
- 알로 거스리
- 패트리시아 퀸
- 제임스 브로데릭
- 피트 시거

### 조연
- 리 헤이스
- 마이클 맥클라나던
- 제프 아웃로우
- 티나 첸
- 캐슬린 대브니
- 윌리엄 오밴하인

## 제작진
- 협력프로듀서: 해롤드 레벤덜
- 미술: 워렌 클라이머
- 의상: 안나 힐 존스톤